# Pezoúla
Pezoúla (Pezoula) är en ort i Grekland.   Den ligger i prefekturen Nomós Kardhítsas och regionen Thessalien, i den centrala delen av landet, 230 km nordväst om huvudstaden Aten. Pezoúla ligger 994 meter över havet och antalet invånare är 127.
Terrängen runt Pezoúla är kuperad åt sydost, men åt nordväst är den bergig. Runt Pezoúla är det glesbefolkat, med 12 invånare per kvadratkilometer. Närmaste större samhälle är Mouzáki, 14,0 km norr om Pezoúla. I omgivningarna runt Pezoúla växer i huvudsak blandskog.